# Brayden Parker
Brayden Parker (Preston, 15 februari 2002) is een Amerikaans basketballer.

## Carrière
Parker speelde een seizoen collegebasketbal voor de Southern Idaho Golden Eagles van 2018 tot 2019. Na een seizoen maakte hij de overstap naar Idaho State Bengals maar zat daar zijn eerste seizoen uit. Na vijf seizoen voor de Bengals werd hij niet gekozen in de NBA draft van 2024. Hij tekende daarop zijn eerste profcontract in de Belgische competitie bij Kangoeroes Mechelen. Begin april 2025 liep hij een blessure op waardoor hij een operatie moest ondergaan aan de knie en zijn seizoen erop zat.

## Erelijst
- BNXT League-kampioen: 2025